# Reprezentacja Ukrainy w hokeju na lodzie mężczyzn

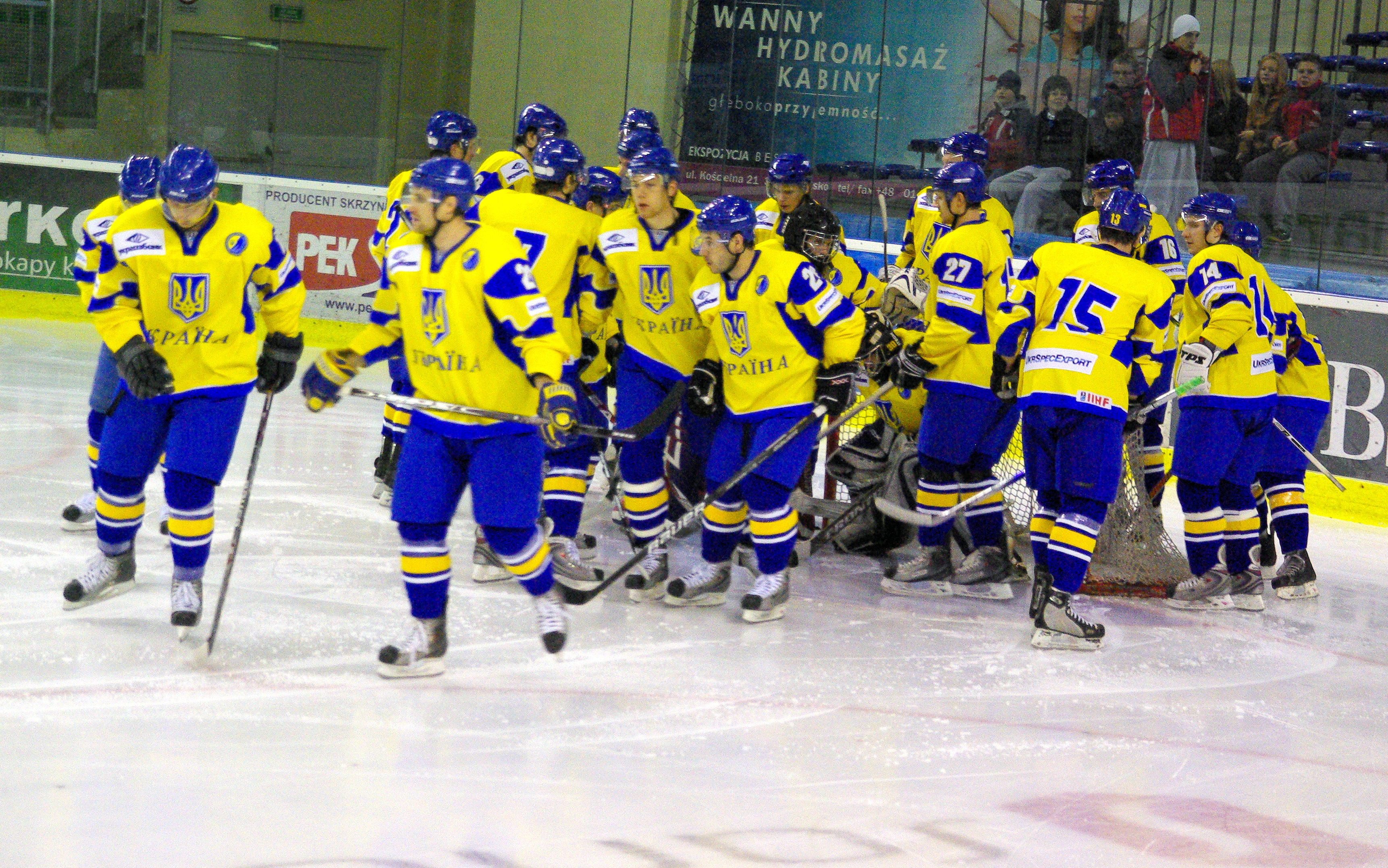
Ukraina podczas turnieju EIHC w Sanoku (2010)

Reprezentacja Ukrainy w hokeju na lodzie mężczyzn (ukr. Збірна України з хокею із шайбою) – kadra Ukrainy w hokeju na lodzie mężczyzn.

## Historia
W 2006 w ranking IIHF zajmowała 13. miejsce. Mimo wielu występów na międzynarodowych imprezach Ukraińcy nie osiągnęli dotąd żadnych medali. Największym sukcesem reprezentacji Ukrainy było zajęcie 9. miejsca na mistrzostwach świata w 2002 roku. Uczestniczyli w igrzyskach w Salt Lake City.

## Szkoleniowcy
Selekcjonerami reprezentacji byli m.in. Anatolij Bogdanow, Aleksandr Sieukand (2003-2009), Michaił Zacharau (2009-2010), Dave Lewis (2010-2011). Następnie Anatolij Chomenko. W sztabie szkoleniowym byli Anatolij Stepanyszczew, Alaksiej Szczabłanau. Do 2013 selekcjonerem był Ołeksandr Kułykow, a jego asystentami Dmytro Chrystycz, Jurij Huńko, Ołeksandr Wasiljew. Od sierpnia 2013 szkoleniowcem jest Andriej Nazarow, a jego asystentami Serhij Witer i Kostiantyn Simczuk. Nazarow był trenerem do połowy 2014. W sierpniu 2014 trenerem został Ołeksandr Hodyniuk, a jego asystentem Ihor Czybiriew. Obaj odeszli z funkcji w maju 2015 po degradacji Ukrainy do Dywizji IB. W sierpniu 2015 selekcjonerem został Ołeksandr Sawycki (jego asystentami byli Pawło Michoniok, Dmytro Pidhurski), który odszedł ze stanowiska po turnieju MŚ 2018. Od listopada 2018 trenerem kadry był Andrij Sriubko. Jego następcą w czerwcu 2019 został ogłoszony trener Donbasu Donieck, Serhij Witer. W październiku 2020 Witer zrezygnował z posady selekcjonera reprezentacji Ukrainy. Na początku marca 2021 ogłoszono, że nowym selekcjonerem kadry został Wadym Szachrajczuk, a jego asystentem Kostiantyn Simczuk.

## Turnieje międzynarodowe
| - 1994 – bez uczestnictwa - 1998 – bez uczestnictwa - 2002 – 10. miejsce - 2006 – bez uczestnictwa - 2006 – bez uczestnictwa - 2010 – bez uczestnictwa - 2014 – brak kwalifikacji - 2018 – brak kwalifikacji |  | - 1999: Złoty medal - 2001: Brązowy medal |

### Mistrzostwa świata
- 1993 – 18. miejsce (2. miejsce w Grupie C)
- 1994 – 23. miejsce (3. miejsce w Grupie C)
- 1995 – 23. miejsce (3. miejsce w Grupie C)
- 1996 – 22. miejsce (2. miejsce w Grupie C)
- 1997 – 21. miejsce (1. miejsce w Grupie C - awans)
- 1998 – 17. miejsce (1. miejsce w Grupie B - awans)
- 1999 – 14. miejsce
- 2000 – 14. miejsce
- 2001 – 10. miejsce
- 2002 – 9. miejsce
- 2003 – 12. miejsce
- 2004 – 14. miejsce
- 2005 – 11. miejsce
- 2006 – 12. miejsce
- 2007 – 16. miejsce (spadek do I Dywizji)
- 2008 – 19. miejsce (2. miejsce w I Dywizji)
- 2009 – 19. miejsce (2. miejsce w I Dywizji)
- 2010 – 19. miejsce (3. miejsce w I Dywizji)
- 2011 – 21. miejsce (5. miejsce w I Dywizji)
- 2012 – 22. miejsce (6. miejsce w I Dywizji Grupie A - spadek)
- 2013 – 23. miejsce (1. miejsce w I Dywizji Grupie B - awans)
- 2014 – 20. miejsce (4. miejsce w I Dywizji Grupie A)
- 2015 – 22. miejsce (6. miejsce w I Dywizji Grupie A - spadek)
- 2016 – 23. miejsce (1. miejsce w I Dywizji Grupie B - awans)
- 2017 – 22. miejsce (6. miejsce w I Dywizji Grupie A - spadek)
- 2018 – 26. miejsce (4. w Dywizji I, Grupie B)
- 2019 – 27. miejsce (5. w Dywizji I, Grupie B)
- 2020 - Mistrzostwa nie odbyły się z powodu pandemii Covid-19
- 2021 - Mistrzostwa nie odbyły się z powodu pandemii Covid-19
- 2022 - 24. miejsce (3. w Dywizji I ,Grupie B)